# Sentier de grande randonnée
Pour les articles homonymes, voir Sentier et GR.
Ne doit pas être confondu avec Sentier de longue randonnée, Sentier européen de grande randonnée ou Sentier de grande randonnée de pays.

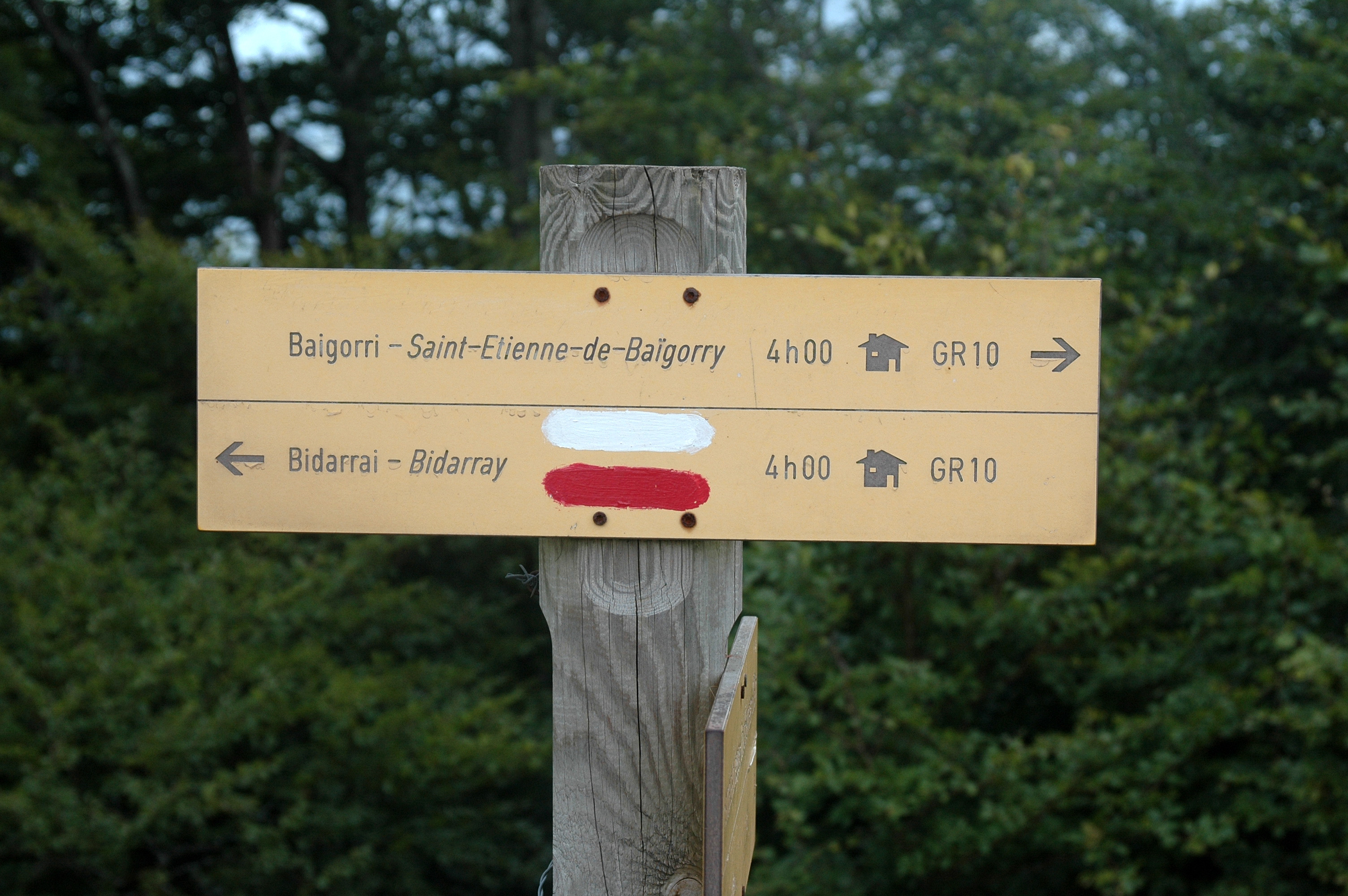
Balise en bord du GR 10.

Les sentiers de grande randonnée (GR) sont des itinéraires balisés de randonnée pédestre d'une longueur permettant d'effectuer des randonnées de plusieurs jours ou semaines. Même s'ils empruntent en majorité des sentiers, notamment en zone montagneuse ou forestière, les GR peuvent également emprunter d'autres types de voies de communication comme des chemins, routes, voies vertes, etc.
En France, ces sentiers sont gérés par la Fédération française de la randonnée pédestre (FFRandonnée).

## Histoire

### Prémices
Au XIe siècle déjà, la Catalogne est le premier pays d'Europe à éditer une loi relative à la liberté d'utiliser les chemins pour tous. La randonnée à but religieux est par ailleurs présente dès le Moyen Âge avec le pèlerinage de Saint-Jacques-de-Compostelle.
Dès la fin du XIXe siècle, plusieurs collèges de jeunes gens organisent des « caravanes », visitant à pied une région pendant quelques jours. Le Club alpin français organise des randonnées analogues, ainsi en forêt de Fontainebleau dès 1910. Le jeune scoutisme systématise l'exercice avant 1914.
La randonnée pédestre, qui reste relativement peu répandue en France, est favorisée par l'apparition des congés payés en 1936. Cet intérêt nouveau pour la marche motive un passionné, Jean Loiseau un ancien des caravanes et du scoutisme, à se renseigner sur le principe du balisage de sentiers, puis à lancer le projet de créer de grandes routes dédiées à la marche.

### Premier sentier de grande randonnée
Le premier sentier de grande randonnée est inauguré en 1947 : 28 km du GR 3 entre Orléans et Beaugency, grâce à l'action de Jean Loiseau.
Le Comité national des sentiers de grande randonnée voit alors le jour la même année (CNGR devenu par la suite FFRP) réunissant différents club locaux de randonnée.

### Premiers sentiers de montagne
Dès 1951 est réalisé le GR Tour du Mont Blanc sur un autre parcours sportif et montagnard. L’année suivante, les sentiers GR sillonnent près de 1 000 km, tandis que Jean Loiseau, archiviste à la Banque de France et passionné de nature, édite « Itinéraires de Corse » un recueil de parcours de montagne recouvrant une bonne part de l’actuel GR 20.

### Exportation en Belgique en 1959
L'idée est exportée en Belgique en 1959, et le tronçon belge du GR 5 (reliant la Hollande à la Méditerranée) est créé en 1962. En 1969, le « Comité national belge des sentiers de grande randonnée » se constitue en association sans but lucratif, et la même année se crée la Fédération européenne de la randonnée pédestre qui permettra la création de onze sentiers européens.

### En 1970, le parcours des pèlerins de Compostelle
En 1970, le Comité départemental des sentiers de grande randonnée est chargé de créer un nouveau parcours reprenant l'ancien tracé suivi autrefois par les pèlerins de Compostelle.

### En 1971, le GR 20 dans les montagnes corses
Le succès de la randonnée en climat méditerranéen émerge dès les années 1970 avec la création en 1971 du GR 20, parcours au plus près de l'arête dorsale des montagnes de l'île de Corse. Après une étude financée par le ministère de l'Agriculture, des modifications et améliorations sont proposées aux associations souhaitant développer la randonnée dans l'île. Celle-ci sera plus tard immortalisée dans Les Randonneurs, un film français réalisé par Philippe Harel, sorti en 1997.

### En 1977, le premier topo-guide
En 1977, le comité catalan des sentiers édite le premier topo-guide correspondant au secteur Paüls-Fredes du GR 7. D'autres topo-guides ont été édités par la suite.

### Exportation en Sardaigne en 1987
L'idée est exportée aussi dans l'île italienne de Sardaigne en 1987, sur le modèle de parcours sportif et panoramique du GR 20 de Corse, avec le sentier de randonnée Selvaggio Blu, ou « Bleu sauvage », itinéraire de randonnée conçu par le photographe et alpiniste Mario Verin et l'architecte Peppino Cicalò, président de la section Nuoro du Club alpin italien, sur plus de 40 kilomètres, du port touristique de Santa Maria Navarrese (Baunei) à la plage de Cala Sisine (Baunei).

### Succès de la décennie 1990
Homologué en 1971 mais imaginé dès 1952 par Jean Loiseau dans « Itinéraires de Corse », le GR 20, réputé comme le plus difficile  des GR français, a vu ensuite la fréquentation de ses refuges plus que décupler entre 1993 et 2003 pour culminer à près de 400 000 nuitées officielles.

### GR créés dans les années 2010
- Le GR 2013 inauguré en 2013 à Marseille. Il s'agit du premier « sentier métropolitain » en France et dans le monde.
- Le GR 75 inauguré en 2017 à Paris sous le nom de sentier de grande randonnée 2024 (GR 2024), en référence aux futurs Jeux olympiques d'été de 2024 à Paris.
- Le GR 738 inauguré en 2018.

### GR créés dans les années 2020
- Le GR 169 inauguré en 2023.
- Le GR 89 inauguré en 2025.

## Distance cumulée en France et Belgique
En France, la distance cumulée des GR est d'environ 60 000 kilomètres. En Belgique, toutes variantes et alternatives confondues, cela représente environ 6 400 kilomètres de traits blancs et rouges (4 000 km en Wallonie et 2 400 km en Flandre).

## Déclinaisons en GRP, PR et RB
En France, outre les sentiers de grande randonnée (GR), il existe également :
- les sentiers de grande randonnée de pays (GRP ou GRdP), généralement en boucle et destinés à la découverte d'une région ;
- les sentiers de petite randonnée (PR) ou sentiers de promenade et randonnée. En Wallonie, ils prennent le nom de « Randonnées en boucle » (RB), itinéraires de 15 à 25 km, partiellement balisés par les traits rouges et blancs des GR avoisinants. Il y a ainsi des RB dans les provinces de Brabant wallon, Hainaut, Liège, Luxembourg et Namur. Enfin, il y a des RB tracés dans les parcs naturels de Wallonie[10].

## Propriété intellectuelle

### Marques déposées
Les mots « Sentiers de Grande Randonnée », les sigles « GR », « GR de Pays », « PR » et les balisages sont des marques déposées en France.
Les mêmes termes et balisages sont utilisés dans d'autres pays, notamment en Belgique, où GR signifie à la fois Grande Randonnée et son équivalent flamand Grote Routepaden. Dans ce pays, les associations belges « Les Sentiers de Grande Randonnée » (en abrégé : SGR) et « De Grote Routepaden » sont copropriétaires de la marque « GR ».

### Tracés des sentiers
En France, le code de la propriété intellectuelle ne reconnaît pas de protection de la propriété littéraire et artistique sur les itinéraires de randonnée. En 1996, la Fédération française de la randonnée pédestre attaque les éditions Franck Mercier pour avoir reproduit ses itinéraires sans autorisation. La cour d’appel de Chambéry rend un arrêt le 5 mars 1996 donnant raison à l’entreprise en arguant que les itinéraires, parce qu’accessibles à tous, seraient dans le domaine public. La Cour de cassation casse cet arrêt le 30 juin 1998 en affirmant le manque de base légale, les itinéraires pouvant être considérés comme « une création de l'esprit, puisant son originalité dans la mise en œuvre de critères géographiques, culturels ou humains traduisant la personnalité de leur auteur, ». La cour d’appel de Grenoble confirme le 11 juin 2000 le caractère original de ces itinéraires, en retenant les critères suivants :
« 
- les fonds de carte IGN, sur lesquels les itinéraires sont figurés, montrent, pour chacun, une pluralité de voies en réseau ;
- l’établissement de l’itinéraire a, ainsi, consisté, par des choix successivement effectués à chaque intersection, à définir une suite de sections de voies ;
- ces choix ainsi que la détermination des points de départ et d’arrivée des itinéraires, lesquels peuvent être identiques ou distincts, selon qu’il s’agit d’une traversée ou d’une boucle, caractérisent l’originalité de chaque itinéraire, révélatrice de la subjectivité des auteurs.

 »
Il peut être difficile de démontrer l’originalité d’un GR, car de nombreux itinéraires ne font que reprendre des sentiers préexistants.

## Balisage

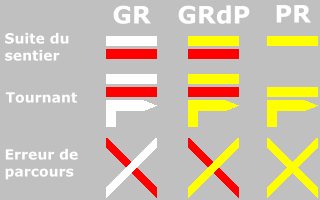
Balises définies par la FFRandonnée.

Signalisation en Espagne.

Les sentiers et les balisages sont entretenus par les bénévoles des fédérations nationales.
Les GR sont marqués sur le terrain par un balisage :
- Belgique, Espagne, France (exception faite du Massif vosgien au sein duquel prévaut le balisage spécifique du Club vosgien), Pays-Bas, Portugal[19] : deux traits de peinture horizontaux, un rouge et un blanc. Le rouge est celui des marques de bûcheron, le blanc est plus visible au crépuscule ; ce choix peut aussi être vu comme une réminiscence des deux couleurs prédominantes dans les peintures et les masques des Amérindiens, dont la culture a fortement influencé Jean Loiseau, inspirateur des GR[20] ;
- Luxembourg : rectangles ou ronds jaunes ;
- Italie : marquage rouge-blanc-rouge[19] ;
- Suisse : traits horizontaux blanc-rouge-blanc (chemins pédestres de montagne) ou losanges jaunes (chemins pédestres). Les itinéraires de haute montagne (itinéraires alpins) sont quant à eux balisés en blanc-bleu-blanc[19].

Les GRdP sont également balisés. En France, le balisage est identique au balisage des GR mais les traits blancs sont remplacés par des traits jaunes (hormis, là encore, pour les sentiers du Massif vosgien où prévaut la signalétique spécifique au Club vosgien).

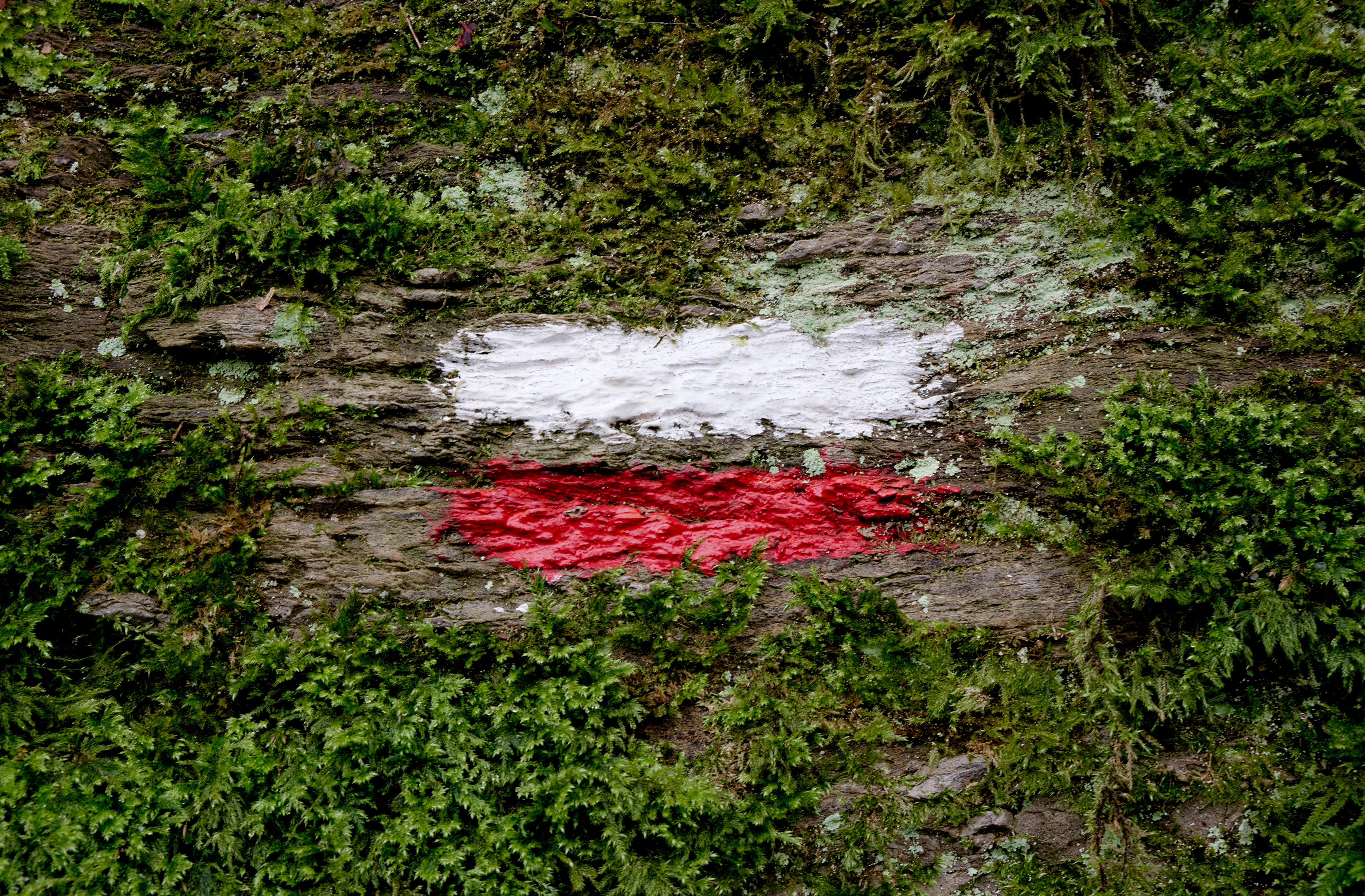
Balisage simple.
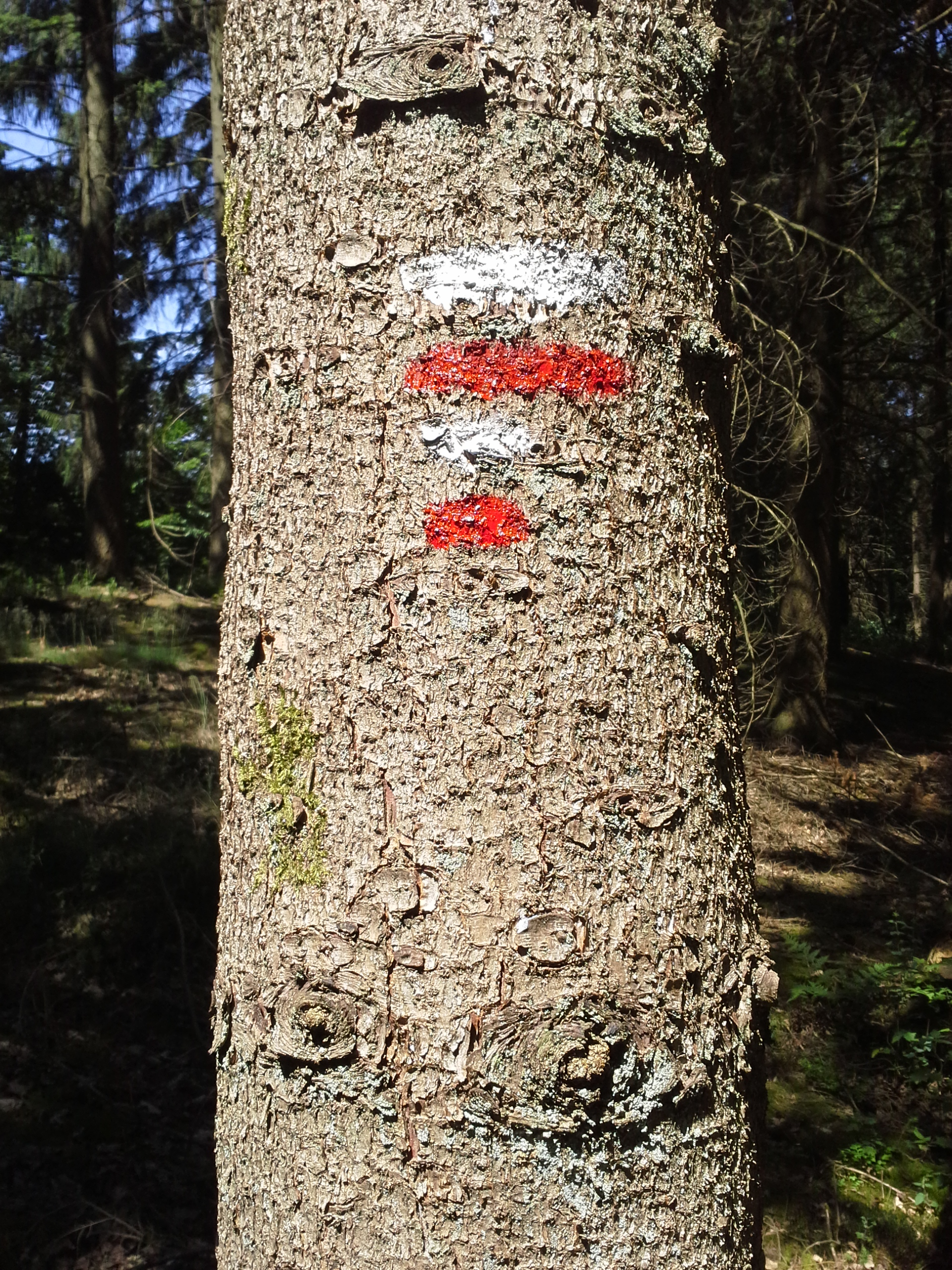
Indication de virage à droite (en Belgique).
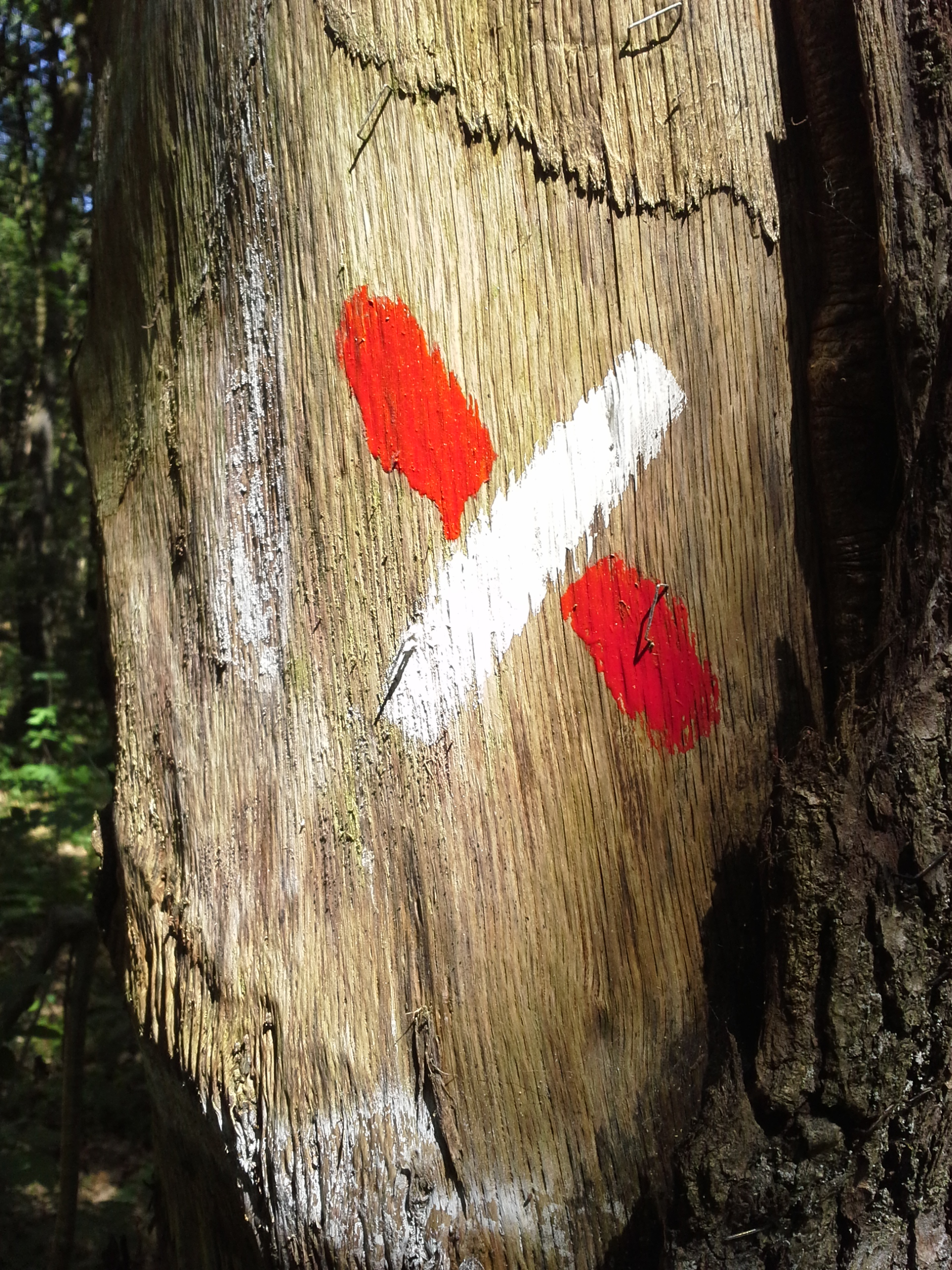
Sortie du sentier balisé.
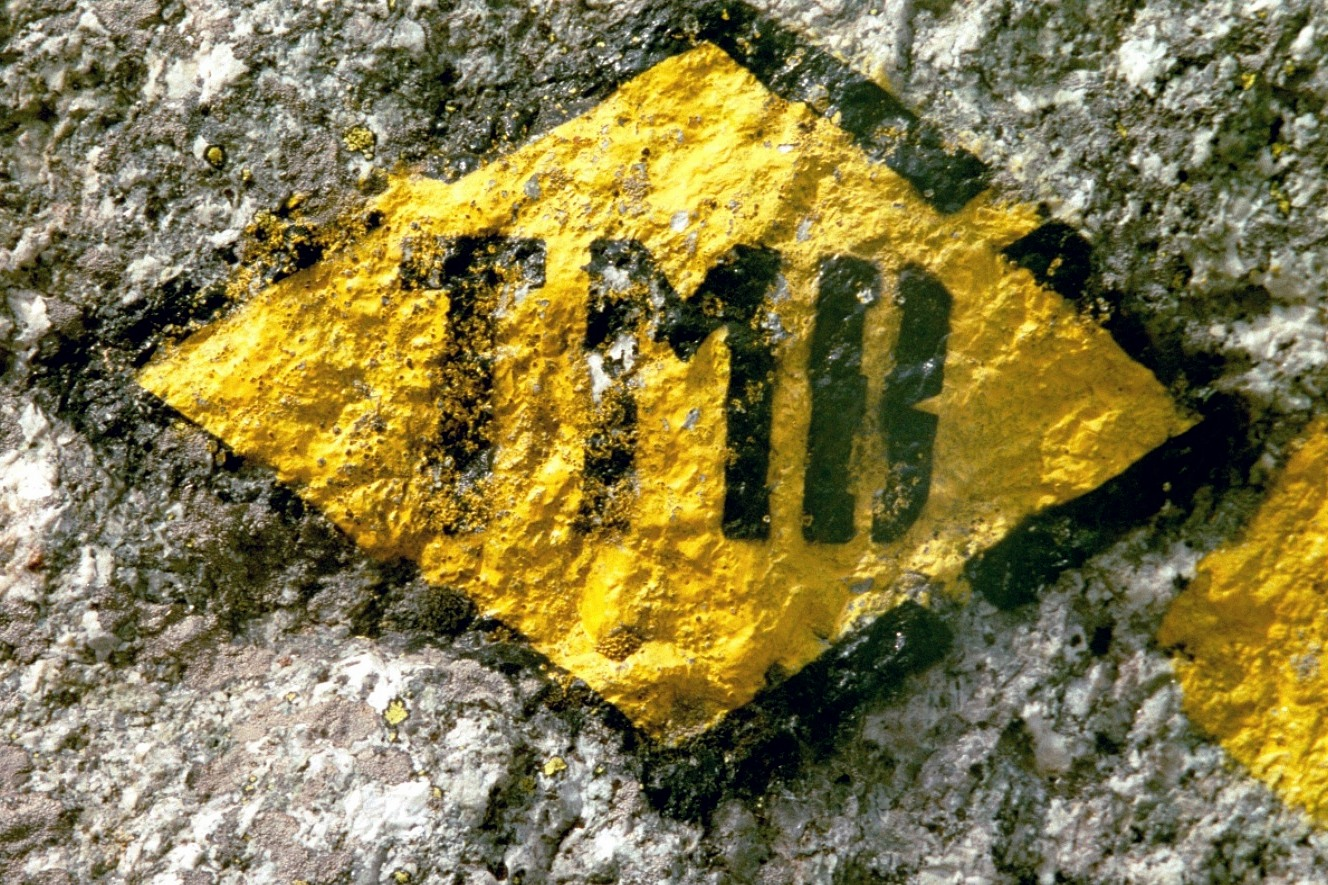
Balise du sentier du Tour du Mont-Blanc
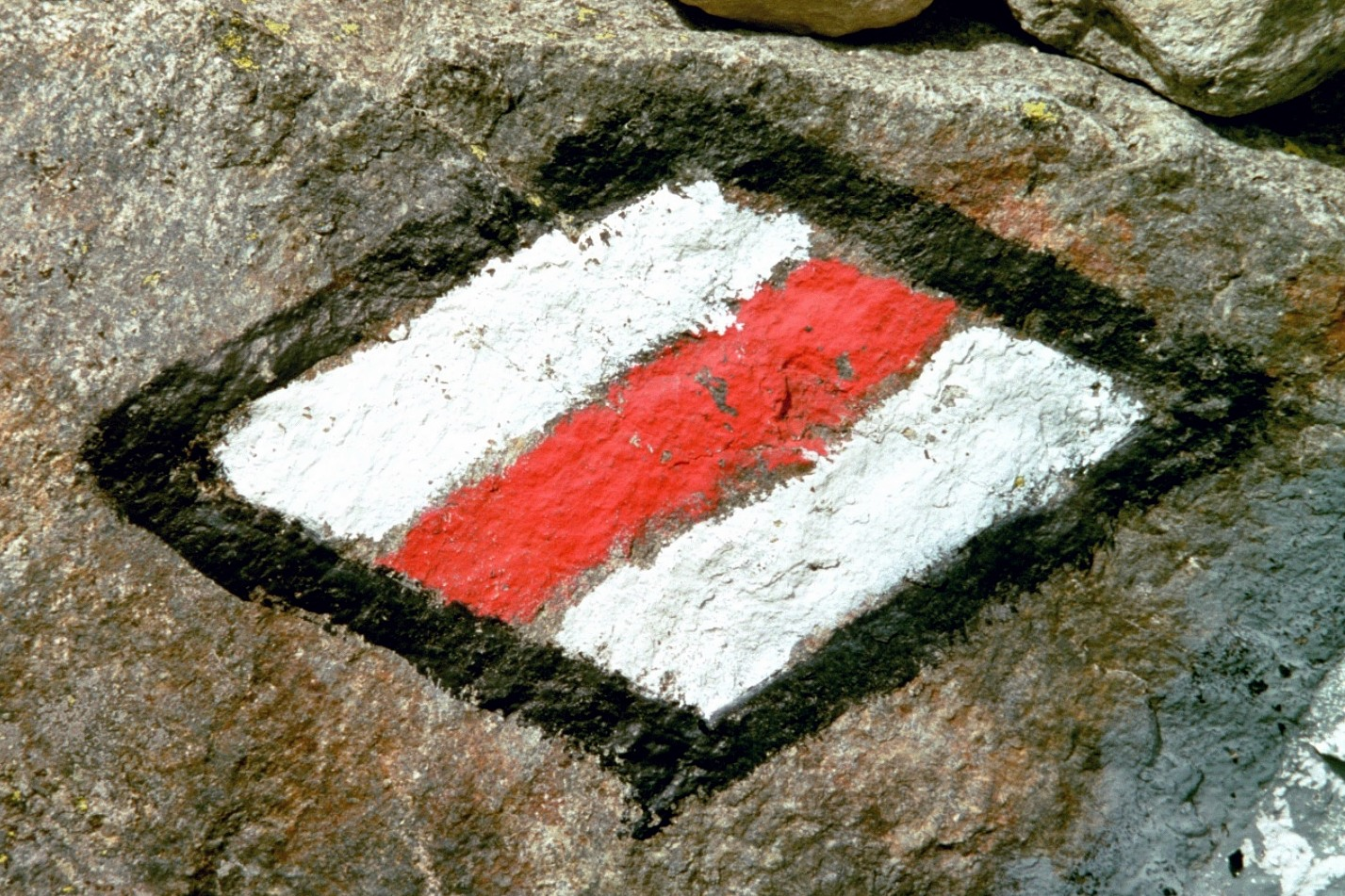
Balise de sentier suisse de randonnée de montagne

Certains sentiers de randonnée peuvent faire l'objet d'une interdiction d'accès, généralement provisoire, notamment par arrêté municipal de la commune concernée ou traversée, sur une partie de leur tracé à la suite d'un glissement de terrain, d'un éboulement ou de l'exposition à un danger particulier, etc. Certaines portions d'itinéraire peuvent être débalisées avec mise en place d'un parcours de contournement (GR 51 entre les villages de Gorbio et Sainte-Agnès par exemple dont le parcours de contournement est devenu le GR officiel), ce qui peut entraîner un allongement de la durée, de la distance et du dénivelé de la randonnée initialement prévue.